# Данило Виговський
Дани́ло Виго́вський (ст.-укр. Данило Выговской; поч. XVII століття — 30 листопада (10 грудня) 1659, під Калугою) — військовий діяч і дипломат Гетьманщини XVII століття, наказний гетьман, бихівський полковник. Представник «клану Хмельницьких», рідний брат гетьмана Івана Виговського та зять Богдана Хмельницького. Активний діяч козацької революції. Воєначальник у війні Московії з Річчю Посполитою (1654—1667), що відзначився у взятті Любліна 1655 року, а пізніше, у московсько-козацькій війні кілька разів марно намагався вибити московський гарнізон з Києва.

## Біографія

### Перші роки
Данило Виговський був представником старовинного руської шляхетської родини Виговських. Батьком Данила був Остап, чия родова гілка Лучич-Виговських походила від одного з синів боярина Луки, що в 1546 році отримали від короля Жигимонта Старого «на вічні часи» землі поблизу Вигова на Овруччині в обмін на військову повинність і з тих часів іменували себе «Виговськими». Дата народження Данила не встановлена, але відомо, що він був другим сином Остапа після старшого, Івана, який народився на початку XVII століття. Загалом у сім'ї було не менше шести дітей: четверо синів (Іван, Данило, Костянтин і Федір) та дві доньки (Тетяна та ще одна з невстановленим ім'ям).
Початок козацької революції та Визвольної війни наприкінці 1640-х років змінив життя не лише Данила та його родини, а й усієї руської шляхти. Як зазначає український історик Юрій Мицик:

| вибух Визвольної війни поставив перед Виговським, як і перед іншими українськими шляхтичами дилему: з ким бути? Українська православна шляхта в своїй масі підтримувала національно-визвольні й релігійні тенденції Визвольної війни, але вороже ставилися до антифеодальних. |
| |

Виговські, попри шляхетство, врешті примкнули до Богдана Хмельницького. Крім найближчих родичів Данила (братів, батька), до повстанців доєднались і дальні. Зокрема, двоюрідний брат Самійло був сотником, а двоюрідний дядько Василь Виговський — овруцьким полковником. Ймовірний родич Данила, Криштофор Виговський, також був сотником і провідником повстання на Поліссі. Водночас деякі родичі, зокрема двоюрідний брат Юрій і племінник Ілля деякий час ще продовжували служити Короні. Дехто зі свояків Данила так само приєднались до козацької революції. Зокрема, родичі дружини його брата, Івана — русько-литовської шляхтянки Олени Стеткевич.

### Часи урядування брата Івана

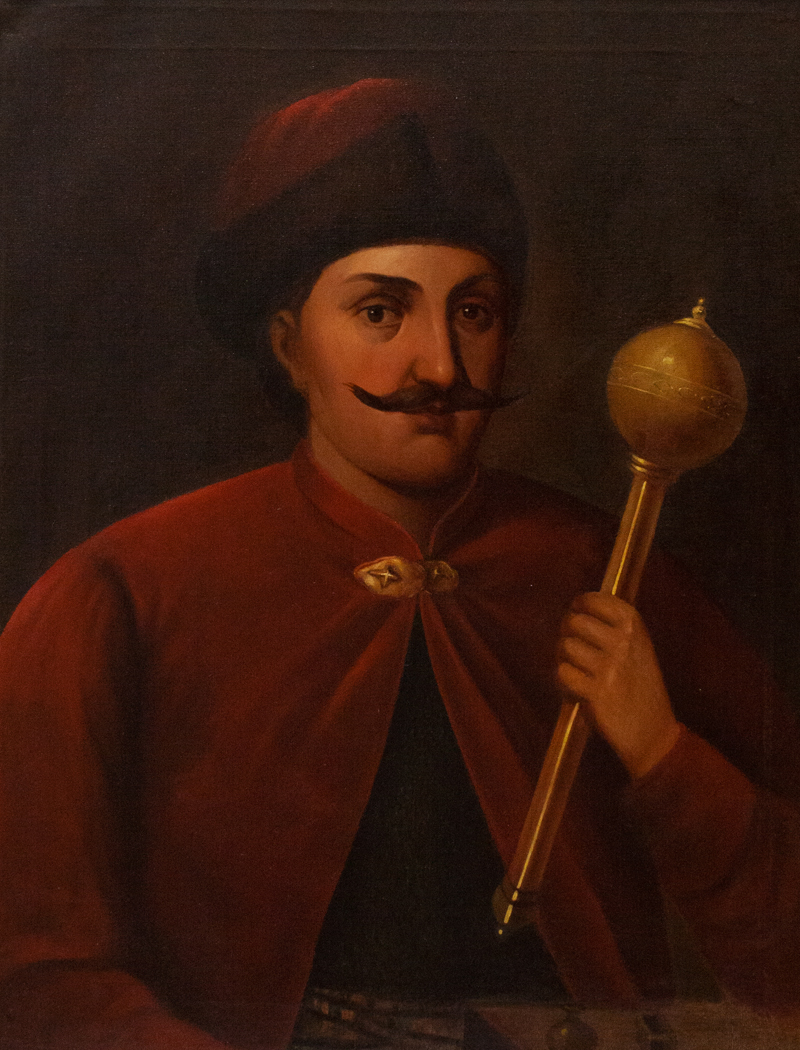
Іван Виговський — брат Данила і генеральний писар, пізніше — гетьман

Подальша доля Данила тісно була пов'язана з його старшим братом, Іваном, що зробив кар'єру писаря у Війську Запорозькому: спочатку як один з кількох писарів канцелярії, пізніше вже як особистий («покоєвий») писар Богдана та, врешті він став другим в історії Української козацької держави генеральним писарем. Іван на цій посаді збудував потужну й ефективну Генеральну канцелярію, що відповідала як за внутрішню, так і за зовнішню політику Гетьманщини. В обов'язки Виговського входило все листування, дипломатичні переговори, навіть написання текстів деяких універсалів Хмельницького, а також відання шпигунами.
Висока посада одного з Виговських вплинула й на становище усієї родини. Батько Остап жив у Києві й був намісником місцевого замку. Одним з найближчих урядників Канцелярії став зять писаря, Михайло Гунашевський. Іван був відомий, як прихильник шляхти в оточенні Хмельницького. Один з перших універсалів, написаних у співавторстві з гетьманом, містив наказ «не кривдити шляхту». Саме цей документ пред'явив Київському гродському суду брат Костянтин, а вписував його до книг батько Остап. Польський уряд також вважав Івана прихильнішим і в одному з анонімних листів була порада невідомому шляхтичу звертатися саме до писаря з питання повернення маєтностей. Український діаспорянський історик-генеалог В'ячеслав Сенютович-Бережний, характеризуючи сім'ю Виговських, писав про шляхту, що приєдналася до козацької революції:

| Всі вони, в тій чи іншій мірі, звикши до своїх станових привілеїв, відчували, що за ними стоять їх маєтки, як джерело, що створює їм можливість для існування в призвичаєних тоді соціяльних формах. Ті шляхтичі, що пішли з козаками, психологічно ними не стали і в душі лишалися шляхтичами. |
| |

Гетьманська столиця, Чигирин, був місцем проведення щорічних січневих рад, на які з'їжджалися полковники та сотники з усіх українських міст і містечок. Апогеєм посилення влади Івана Виговського при Богдані стала рада в січні 1656 року, під час якої відбулось одруження Данила з донькою гетьмана — Оленою (хоча на думку деяких істориків це була інша донька, Катерина), яке включило сім'ю Виговських у так званий «клан Хмельницьких». Саме під час її проведення Данило одружився з Богдановою донькою. Молодят вінчав митрополит Київський, Галицький і всієї Русі, Сильвестр Косів, а серед гостей були посли п'яти європейських держав: шведський, московський, кримський, волоський і мунтянський. Невдовзі в подружжя народилось двоє синів — Юрій і Василь.
Однак, яких би успіхів не досяг генеральний писар, головною людиною у Війську Запорозькому лишався гетьман. Через палкий характер Богдана, Івана одного разу майже не стратили. Від цього наміру гетьмана відмовили полковники та «все ратные люди». Іншого ж разу саме заступництво Хмельницького врятувало життя Данила Виговського. Приблизно в 1653 році він мав конфлікт з переяславським полковником і майбутнім гетьманом Павлом «Тетерею» Мошковським. Козацька рада влітку того ж року визнала Данила Виговського винним і засудила до страти. Однак, Іван «упросив у гетьмана від смерті» братові. Ще одним епізодом дій Данила на користь родини та під патронатом старшого брата була поїздка в Москву невдовзі після Переяславської ради. Іван, як один з основних переговірників перед підписанням союзницьких Березневих статей, клопотався про підтвердження прав для себе та для брата на володіння рядом маєтностей, тож Данило привіз царські грамоти.

### Галицька кампанія
Переговори між Гетьманатом і Московією ознаменували початок спільної війни з Річчю Посполитою. І хоч формальним приводом було неправильне титулування московського царя Олексія Михайловича в кількох виданих у Польщі книгах, Боярська дума ще перед цим, у лютому-березні 1653 року, вирішила розпочати війну. 1 (11) жовтня 1653 року Земський собор у Москві вирішив прийняти Військо Запорозьке під царську владу, а Переяславська рада в січні 1654 року й підписані пізніше Березневі статті затвердили московсько-козацький військово-політичний союз. Спільний виступ проти Корони Королівства Польського з півдня (з території України) та Великого князівства Литовського на півночі (у бік Білої Русі) мав бути добре підготовленим, тож між Чигирином і Москвою не лише велося активне листування, а й перемовини віч-на-віч. В останніх брав участь і Данило Виговський.
1655 року Данило відомий, як бихівський полковник і наказний гетьман у спільному козацько-московському поході на Галичину проти Корони. У джерелах майже не зберіглось інформації про його діяльності до цього наступу. Крім того бихівський уряд не був повноцінним, цей полк був суто військовим і більше відомий у 1658—1659 роках. Сучасні дослідники Євген Горб і Юрій Рябуха припускають, що місцезнаходження Старого Бихова вказує на участь Данила 1654 року в Білоруській кампанії Івана Золотаренка під проводом Нечая. Генеалог Володимир Кривошея відзначає, що Овруччина й загалом українсько-литовське прикордоння були своєрідним «плацдармом» родини Виговських. У цьому контексті важливим є не лише полковництво Данила та зв'язки Івана зі Стеткевичами, а й те що інший брат, Костянтин був полковником пінським і турівським, дядько Василь Виговський — овруцьким. Що ж стосується посади наказного гетьмана, то на цей уряд зазвичай призначав повноважний (обраний) гетьман з конкретною метою, як правило під час військових кампаній. Наприклад, згаданий вище Золотаренко отримав від Богдана титул «Наказного гетьмана Сіверського» для дій у Білій Русі.

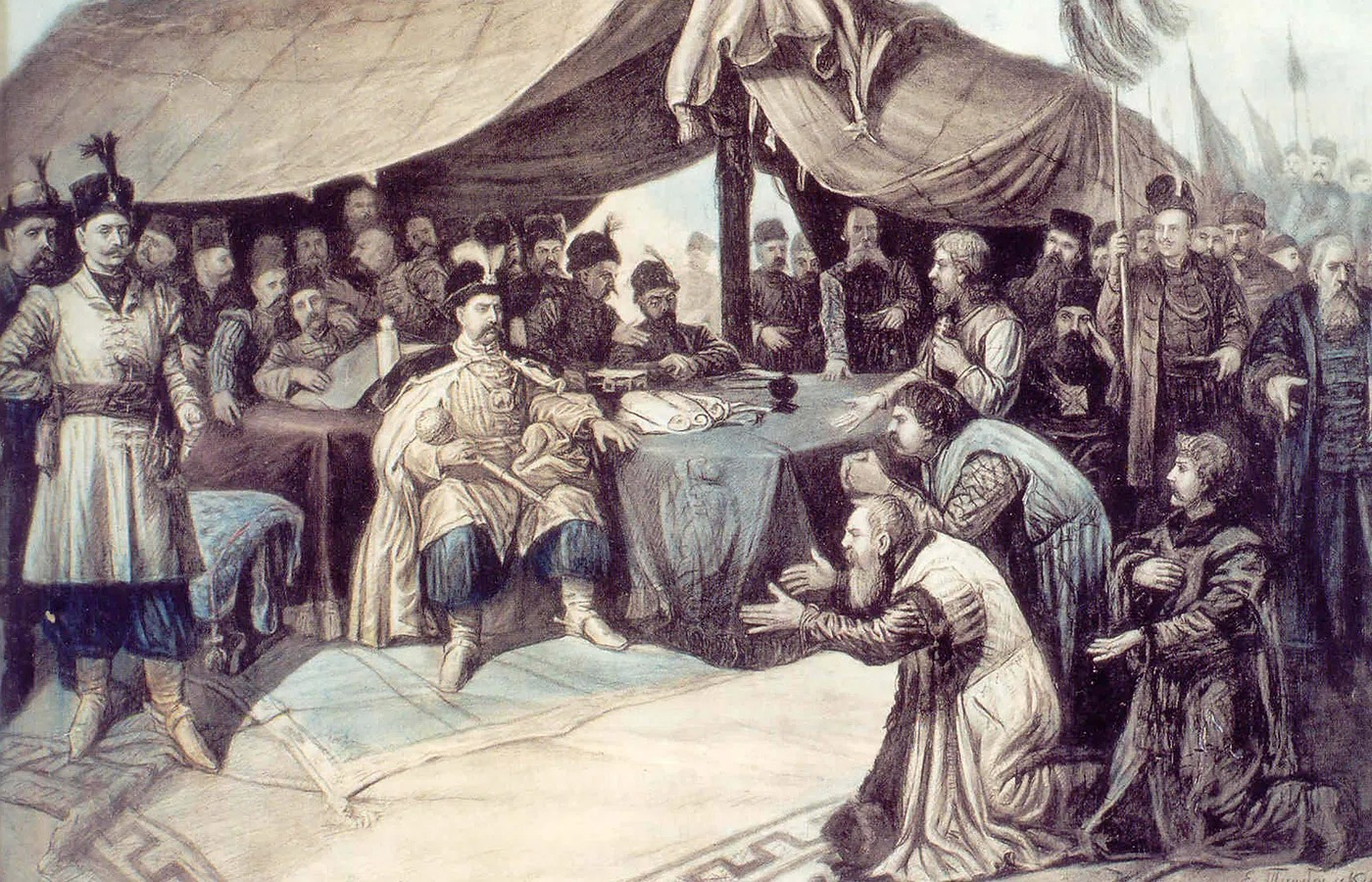
«Посли львівського магістрату в таборі гетьмана Богдана Хмельницького». Художник Євген Турбацький, 1907 рік

Того ж року Хмельницький відправив Данила Виговського разом зі стольником Петром Потьомкіним до західних кордонів Галичини, аби засвідчити свою владу на всій західноукраїнській території. Це дозволило гетьману в подальшому позиціонувати себе володарем усієї «Руської землі». Козацько-московський загін узяв місто Люблін. Під час облоги стався конфлікт між Данилом і стольником через те, що останній намагався отримати від містян присягу «на царське ймя» проти чого виступав наказний гетьман. Люблінський замок так і не було захоплено штурмом, за що пізніше царський уряд дорікав Хмельницькому.
Разом з тим похід московсько-козацьких включав облогу Львова, яка завершилася платою викупу після довгих переговорів з львівським магістратом. На ставці Хмельницького під час переговорів був присутній і Данило.
Московсько-польські переговори, на які не було допущено козацьких представників дали свої результати. Наприкінці 1656 року між Московією та Річчю Посполитою було укладено сепаратне Віленське перемир'я всупереч союзу з Гетьманщиною через що Богдан був розлючений. Окольничий Федір Бутурлін і дяк Василь Михайлов повідомляли, що під час обіду в маєтності Виговських, Гоголеві, разом з Остапом, Данилом і Костянтином Виговськими 2 (12) червня 1657 року останні їм розповіли про бажання гетьмана відступити від московського царя, але генеральний писар вмовив зачекати.

### Початок Руїни
По смерті Богдана Хмельницького 27 липня (6 серпня) 1657 року почався період, який історики називають «Руїна». Його брат, Іван, на старшинській раді обрався наказним гетьманом, що деякі історики розглядають як державний переворот проти наступника Богдана, Юрія Хмельницького. Придушивши, підтримане Московським царством повстання Пушкаря та Барабаша, Виговському довелося круто змінити зовнішню політику держави. Оскільки Березневі статті Богдана Хмельницького перестали діяти, то гетьман 6 (16) вересня 1658 року разом з Річчю Посполитою уклали Гадяцький договір. За ним Україна (під назвою «Велике князівство Руське») мала дістати ті ж права, що й Литва чи Польща, і приєднатися до Речі Посполитої як рівноправний член конфедерації («Речі Посполитої Трьох Народів»). Крім того, Іван задумав перебудову Української козацької держави з олігархічно-республіканського устрою в монархічний, де посада гетьмана успадковувалася. Зокрема посольство на чолі з генеральним обозним Тимішем Носачем, відправлене у Варшаву на сейм привезло «нові пункти», в яким крім іншого йшлося:

| …щоб без жодних виборів рідний брат його милості — його милість Данило Виговський, Боже борони його від швидкої смерті, де-факто успадкував Велике Гетьманство і Київське воєводство, а третій брат його милість Костянтин Виговський успадкував би пільне гетьманство… |
| |

Угода залишилася лише на папері, оскільки проти неї виступила як частина шляхти, що ратифікувала на сеймі урізаний варіант договору, так і частина козацтва, що повстала проти гетьмана. Причиною цьому стала ще й втрата гетьманом авторитету, адже після звістки про рішення сейму двір останнього на знак протесту покинули й рідний батько, й мати, а також брат Данило. Після провалу виступу Пушкаря та Барабаша Московія почала військову інтервенцію, яка згодом переросла в громадянську війну в Гетьманщині. Козацька опозиція, що складалася з противників прийнятого Сеймом варіанту угоди, зробила своїм лідером молодшого сина Богдана Хмельницького, Юрася Хмельниченка.
Одним з перших епізодів московсько-козацького протистояння перед самою війною стала облога Києва влітку 1658 року. Підтримка московитами козацької опозиції спонукала гетьманський уряд позбутися воєвод в українських містах, зокрема у Києві, де московський війська перебували уже 4 роки й перетворилися з невеличкого гарнізону в повноцінну армію зі свої замком. Від початку виступу опозиції проти Івана, Данило підтримав свого брата і Київська кампанія була покладена на нього, як на наказного гетьмана. Гетьман наказав брату з військами провести переговори з воєводою Василем Шереметєвим, спонукаючи останнього покинути місто, а якщо той відмовиться — заблокувати гарнізон. Попри це наказний гетьман почав штурм, зі слів Івана, через напад Шереметєва на конвой Данила. Козацькі сили були розпорошені, що стало однією з головних помилок нападників. Одними козаками керував Данило Виговський, іншими — полковник Павло Яненко-Хмельницький. Данило віддав наказ підпалити посад, як колись під Любліном і від'єднати місто від води, викопуючи шанці. Однак, здійснена атака 23 серпня (2 вересня) 1658 року, провалилася. Наступного дня московський гарнізон провів контрнаступ, через що гетьманські сили були вимушені втікати. Через кілька тижнів, 4 (14) вересня, Данило ще раз спробував заволодіти Києвом, але вже в бою під Васильковом об'єднані козацько-татарські війська були розбиті, через що в полон потрапив дядько Данила, овруцький полковник Василь Виговський. Такий же результат наказного гетьмана очікував і під час ще однієї спроби 26—27 жовтня (5—6 листопада).
Ці поразки призвели до провалу переговорів з царським урядом, а політичне становище Української козацької держави лише погіршилося. Будь-які поступки, до яких був готовий царський уряд після підписання Гадяцького договору, були зняті з порядку денного. Ще одним наслідком Данилової поразки стали криваві розправи Барятинського над жителями Київщини. Після втечі гетьманського війська воєвода почав полювати на «изменников», сплюндрувавши та випаливши околиці, порубав і повісив багато мирних мешканців. Після перемоги під Конотопом Іван знову відправив Данила заволодіти Києвом, але того вчергове спіткала невдача.

### Останній рік і смерть
Придушити своїх ворогів всередині держави Іван Виговський так і не зміг, а оточення, що підтримувало його на початку так само перейшло на сторону Хмельницького-молодшого. Виступ значної частини козацтва як городового, так і низового, було неочікуваним для гетьманських прихильників. Данило благав польського полководця, великого гетьмана коронного, Станіслава «Реверу» Потоцького, надати війська для походу на Чигирин і Смілу (остання була дарована Данилу від Короля за Гадяцьким договором), але врешті також полишив свого брата. Гетьман був змушений скласти булаву після козацької ради під Германівкою 10 (20) вересня 1659 року. Новообраний гетьман, Юрій Хмельницький, під час другої Переяславської ради підписав Переяславські статті, які значно звузили автономію козацької держави. У тих же статтях було згадано й про Данила Виговського:
...
9. Щоб зрадника Івашку Виговського, дружину та дітей, гетьман і Військо віддали царській величності за зраду, також і брата його Данилка та інших Виговських, які є у Війську Запорозькому. А надалі не тільки при гетьмані та в урядниках, а й у Війську Запорозькому Виговським не бути.

І гетьман, і полковники, і вся старшина, і чернь, на раді вислухавши цю статтю, приговорили: зрадника Івашку, дружину і дітей, також брата його Данилку віддати царській величності згодом.

Новыя статьи, которыя, по указу великаго государя царя и великаго князя Алексѣя Михайловича, всея Великія и Малыя и Бѣлыя Россіи самодержца, постановлены, сверхъ прежнихъ статей:
...
9. Чтобъ измѣнника Ивашка Выговскаго жену и дѣти, гетманъ и Войско отдали царскому величеству за измѣну, также и брата его Данилка и иныхъ Выговскихъ, которые есть въ Войскѣ Запорожскомъ. А впредь не только при гетманѣ и въ урядникахъ, но и въ Войскѣ Запорожскомъ Выговскимъ не быть.

И гетманъ, и полковники, и вся старшина, и чернь, на радѣ выслушавъ сю статью, приговорили: измѣнника Ивашкову жену и дѣти, также брата его Данилка отдать царскому величеству вскорѣ.

Після зречення брата Івана, його найближчі соратники, Лісницький і Гуляницький передали Хмельницькому гетьманські клейноди. Також у Чигирин направився Данило, аби визволити із замку братову дружину, Олену Стеткевич. Очевидно, порозумівшись з новим гетьманом і своїм шурином Юрієм (дружина Данила була його рідною сестрою), йому це вдалося, бо через деякий час Стеткевич прибула до Івана з малолітнім сином Остапом.
Надалі доля Данила Виговського вкрай суперечлива. Відомо, що 26 жовтня (5 листопада) 1659 року Данила арештував корсунський полковник Яків Улізко, ярий противник Виговських і прихильник Юрася. У нагороду за арешт наприкінці року Яків отримав гетьманський універсал на млин у містечку Синиця на річці Росі. Арешт стався неподалік Лисянки, звідти наказного гетьмана було віддано московитам в полон і він помер вже у Московії, неподалік Калуги. Існує дві версії події. Згідно з першою — Данило помер від ран в полоні, отриманих ще до захоплення. Друга ж каже, про те, що Данила було по-звірячому закатовано — залито очі розпеченим свинцем. І першої, і другої версії притримувались, як сучасники Виговського, так і історики пізніше. А оскільки він був шурином, на той момент, васального для Московського царства, гетьмана Юрія Хмельницького, смерть Данила значно поглибила конфлікт між Україною та Московією початку доби Руїни. Датою смерті Данила вважається 30 листопада (10 грудня) 1659 року.

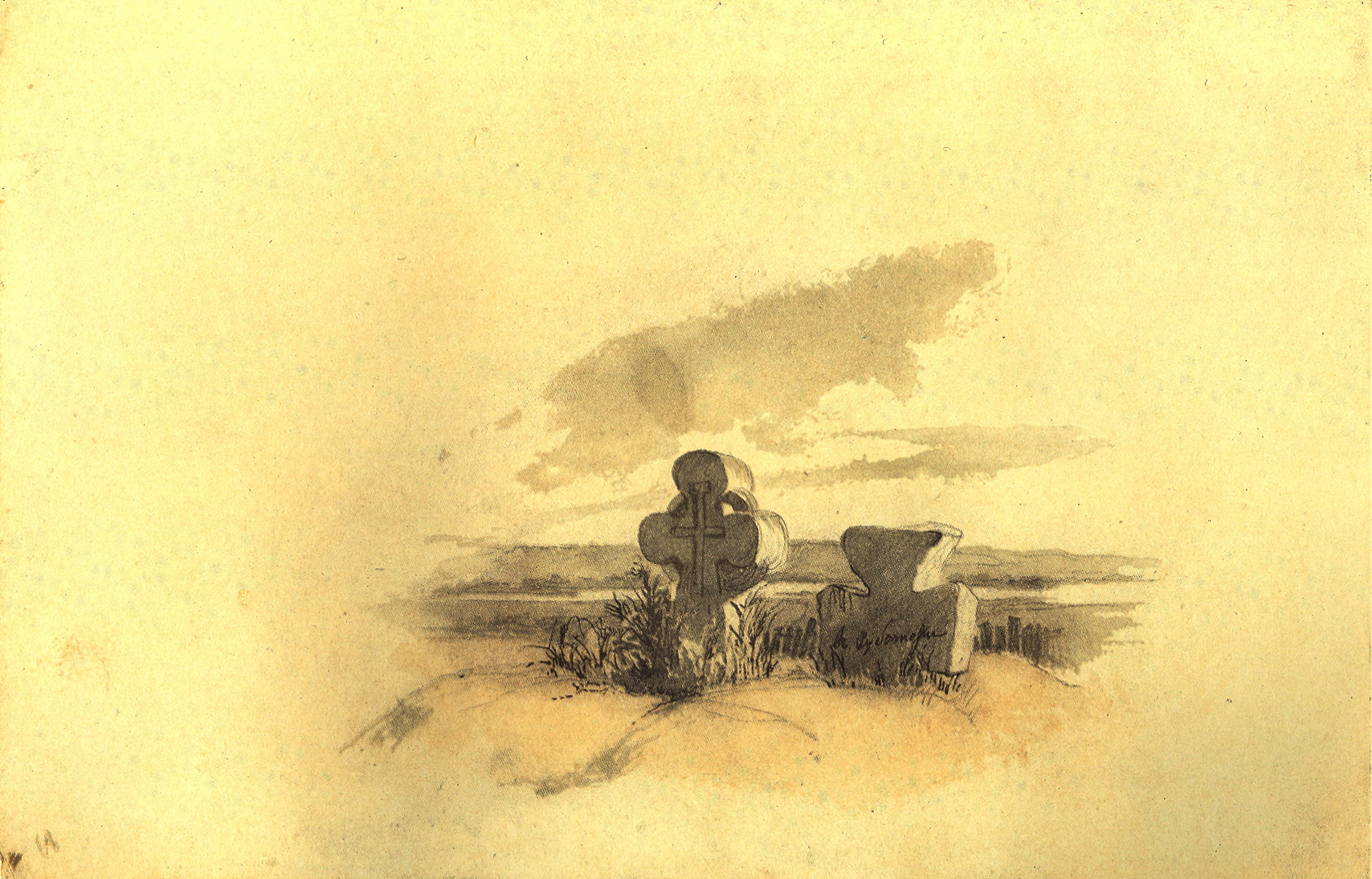
Кам'яні хрести біля Богданової церкви в Суботові. Автор Тарас Шевченко, акварель, квітень-жовтень 1845 року

Тіло наказного гетьмана було спочатку поховано в Московії, у селі Горньому. Невдовзі рештки було ексгумовано за наказом царя та перевезено в Чигирин до гетьмана, а сам цар висловив свої співчуття. Там же його тіло зустріла дружина, арештована 14 (24) листопада 1659 року полковником Василем Золотаренком і відіслана в Суботів під нагляд. Відомо також і про те, що влітку 1657 року тіло Богдана Хмельницького з Чигирина було перенесено в рідний Суботів і поховано в Іллінський церкві. Вже в радянські часи, під час реставраційних робіт 1969—1973 років, всередині церкви було проведено археологічні дослідження, які виявили під підлогою церкви три непошкоджені козацькі поховання, датовані XVII століттям: двоє віком 40—45 років і один віком 60—65 років. Збереглися залишки одягу, натільні срібні хрести тощо. Археологи й історики вважають, що поховані були або родичами Богдана, або його соратниками та припускають, що одним з них міг бути Данило Виговський, якого дружина Олена поховала поряд зі своїм батьком.
Доля інших Виговських також була невтішною. Крім Данила було арештовано дядька Василя, двоюрідного брата Юрія та племінника Іллю. 22 вересня (2 жовтня) 1659 року їх було відправлено з Києва в Москву, звідти — у Сибір. Двоюрідного брата Самійла, що до грудня 1659 року боронив Старий Бихів, московити чи то також заслали до Сибір чи то повісили. Старший брат, Іван деякий час продовжував воювати з військами новообраного гетьмана Хмельницького, заручившись підтримкою Корони. Ян II Казимир, цінуючи колишнього гетьмана, надав йому Барське староство та Київське воєводство, хоча останній титул був суто номінальним. Іван жив у місті Бар на Поділлі, став сенатором сейму Речі Посполитої та став опікуном дітей Данила — Юрія і Василя. Їхня доля майже невідома: Юрій загинув молодим у битві під Хотином 1673 року, а про Василя згадки в джерелах відсутні.
Українська козацька держава в результаті внутрішніх чвар і політики сусідніх держав розкололася на Правобережжя та Лівобережжя. Після Юрася Правобережжя очолив той самий Павло «Тетеря» Мошковський, через конфлікт з яким Данила майже не стратили 1653 року в Переяславі. Більше того, він одружився вдруге, вже з овдовілою Даниловою дружиною майже одразу після його смерті 1660 року. 1664 року Тетеря організував у Корсуні нараду, куди було запрошено й Івана Виговського. Там же колишнього гетьмана було арештовано та невдовзі страчено за організацію повстання.

## Родина та особисте життя

### Походження
Виговські — представники православної руської шляхти. Родовід цього сімейства досліджувався багатьма істориками: В'ячеславом Сенютовичем-Бережним, Юрієм Мициком, Володимиром Кривошеєю тощо. Вважається, що гілка, до якої належав Данило Виговський походить від роду Лучичів, тож їх часто називають Лучичі-Виговські на противагу Давидовичам-Виговським, Петровичам-Виговським та іншим.
В універсалі короля Яна II Казимира 1659 року на володіння Барським староством вказано, що рід Виговських пов'язаний з князями Глинськими. Попри це, останні наукові дослідження піддають сумніву зв'язок між Лучичами-Виговськими та Глинськими. Ймовірнішим видається походження роду від ординців — Болсуна (Чорногуба) або Коркошка, які потрапили на Русь в часи чи Володимира Ольгердовича, чи Вітовта (наприкінці XIV — у першій третині XV століття). Вони ж і започаткували роди Болсуновських, Давидовичів-Виговських, Лучичів-Виговських та інших. 1541 року сини овруцького боярина Луки, брати Лучичі (Гришко, Степан, Іван, Семен і Кірик) отримали від короля Жигимонта Старого землі поблизу містечка Вигів, зобов'язавшись нести земську службу. Через п'ять років брати дістали королівське підтвердження надання «на вічні часи» і з того часу іменували себе «Виговськими». Власне, один із цих братів, Семен, був прадідом Данила Виговського.

### Найближчі родичі

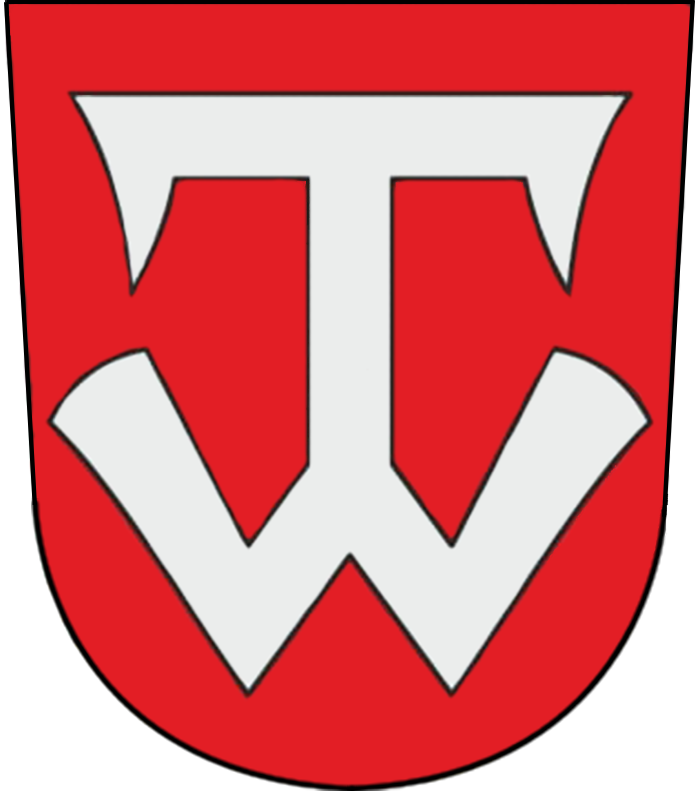
Родовий знак Лучичів-Виговських —"Абданк під покриттям"

Батько Данила, Остап (Остафій) — син Гната служив у київського митрополита Петра Могили, мав тісні зв'язки з Адамом Кисілем. Родина продовжувала володіти землями у Вигові (нині — Коростенський район, Житомирська область), а Остап був дідичем містечка Гоголів (нині — Броварський район, Київська область) мав власний двір у Києві та був членом Київського братства. Його дружиною була шляхтянка Олена Ласко гербу Леліва. Точна кількість дітей сімейства невідома, принаймні до дорослого віку дожило четверо синів і дві доньки. Крім, власне, Данила, ними були:
- Іван — старший брат, генеральний писар (1649—1657) і гетьман Війська Запорозького (1657—1659)[10];
- Костянтин — третій брат[46]. Перший час служив Киселю, а потім перейшов на козацький бік[8]. Генеральний обозний, пінсько-турівський полковник, підскарбій Великого князівства Руського[10]. Відзначився у битві під Чудновом, де отримав сім поранень[46];
- Федір (Хведір)[ком. 7] — молодший брат Данила, дипломат часів Хмельницького. Відправлявся з посольством до Москви, зустрічав посольства Олексія Михайловича;
- Тетяна — сестра Данила, дружина Івана Бог(к)левського[8];
- та ще одна сестра Данила з невідомим ім'ям, перша дружина Павла «Тетері» Мошковського[43][9][10].

### Особистість і майновий стан
9. Зважаючи на заслуги уродженого Данієля Виговського, який Нашу Річ Посполиту мужньо обороняв від неприятелів, заявляючи та бажаючи й надалі мати забов'язання. За згодою всіх Станів РП. обидвох народів, добро наше на землі нашій Королівській у Речі Посполитій: і тепер укріплені тим же уродженим Данієлем Виговським, тобто Сміла вона ж Тасмин із замком, Костянтинів, Баклі, Орловець з правом дідичним Земським ми передаємо його потомству, на якій підставі був наданий привілей, який повноваженнями нинішніх 1-х Зборів апробовано. І якщо буде показано, що ці володіння підлягали спадкуванню, то після виключення з спадкових законів Королівства тих, хто на нього претендував, ми зробимо заміну на наступному сеймі.

Danina Urodz: Danielowi Wyhowskiemu
9. Maiąc wzgląd na zasługi Urodzonego Daniela Wyhowskiego, które Nam y Rzeczyposp: stawaiąc mężne przeciw nieprzyjaciołom oświadcza, a chcąc go y do dalszych usług mieć obligatum. Za zgodą wszech Stanów Rzpltey oboyga narodów, dobra nasze na gruntach naszych Królewskich y Rzeczyposp: a teraz świeżo przez tegoż Urodzonego Daniela Wyhowskiego ufortyfikowane, toiest Smiło alias Tasmin z zamkiem, Konstantynów, Bakli, Orłowiec cum adjacentijs prawem dziedzicznym Ziemskim iemu y potomstwu iego konferuiemy, na co mu y przywiley wydany, który authoritate praesentis I Conventus approbuiemy. A Jeśliby się pokazało, że te dobra były iuris haereditarij, tedy post evictam coram Ordinibus Regni haereditatem od tych ktorzyby sobie pretendowali, na przyszłym Seymie kommutacyą uczyniemy.

Особистість Данила Виговського мало вивчена істориками й заслуговує на окреме дослідження. Часто його особу розглядають в контексті відомішого брата, або всієї сім'ї Виговських. Причиною цьому є в першу чергу брак історичних джерел, бо до 1655 року ім'я Данила в них майже відсутнє як таке. У Люблінському державному архіві зберіглася низка листів підписаних власною рукою наказного гетьмана ще в часи походу на Люблін. Написання ім'я Данила в різних документах XVII століття також відрізняється:
- його брат Іван писав, можливо староукраїнською (руською) мовою — Данило Выговской[49];
- у статейному списку[ru] приведених до присяги після Переяславської ради окольничий Іван Олфер'єв[ru] записав староросійською мовою[ком. 11]: Данило Остаθевъ сынъ Выговской[50];
- у Переяславських стаття, написаних також староросійською мовою записано напівім'я[ru][ком. 10] — Данилка Выговской[54];
- а в Гадяцькій угоді польською мовою — пол. Daniel Wyhowski[47].

Про майновий стан Данила можна судити зі стану його родини, яка володіла великою кількістю маєтностей у різних частинах України. Він мав своїх «рукодайних» холопів, а також за своє недовге життя здобув низку особистих привілеїв. Одночасно з підписанням статей Хмельницького, цар почав роздавати маєтності гетьману та старшині. Так після присяги Данило дістав щедрі обдарування від Олексія Михайловича у вигляді жалуваних грамот на Прилуки, Бориспіль, Баришівку, Вороньків, Басань (нині — Нова Басань), Білгородець та Рожево. Однак, тоді такі жалування практичного значення не мали, бо Богдан своїй старшині ясно вказав хто саме в Україні може надавати право на землю. Лише пізніше деякі старшини повикопували заховані грамоти та почали доказувати свої права на маєтки. Крім того, після силового викрадення гетьманцями бунтівника Якова Барабаша з московського полону влітку 1658 року, воєвода Василь Шереметєв відіслав силові загони, що спалили Гоголів, Бориспіль, де Данило мав маєтність, а також ряд інших міст і містечок.
Великі надбання маєтностей Данило мав за Гадяцькою угодою. 30 травня (9 червня) 1659 року він одержав привілей з правом дідичним на місто Смілу, а також села: Костянтинів, Баклі, Орловець (нині — Городищенська міська громада Черкаської області), Вільхівець (нині — Звенигородська міська громада Черкаської області), В'язівок (нині — Лубенська міська громада Полтавської області), Тарасівку. У 1661 році всі земельні надання Данилу були передані сеймом його дружині, Олені. Хоча пізніше, за твердженням В'ячеслава Липинського, родові маєтки були конфісковані польською владою.

## Історичні суперечки в біографії Данила Виговського

### Участь у винищенні євреїв Любліна
Під час захоплення Любліна 1655 р Данило Виговський не дозволив Потемкину Петру Ивановичу нищити мешканців Любліна На 1602 рік у Любліні проживало близько 2000 євреїв. У 1616 році вони збудували ще одну синагогу[pl], названу на честь люблінського рабина Меїра бен Ґедалії Синагогою Магарама.
Найтрагічнішою подією того часу в історії люблінського кагалу став наїзд московсько-козацького війська у 1655 році. Тоді, за даними історика Маєра Балабана було вбито близько 2700 євреїв, зруйновано і єврейський квартал, і синагогу. Наїзд шведів у наступному, 1656 році, довершив руйнування. Євреї, яким вдалося врятуватися, мусили винаймати помешкання в межах християнської частини Любліна. Цим скористалися міщани, які суттєво підняли ціни на оренду житла.
У XVII столітті значна кількість євреїв почала також заселяти Каліновщизну[pl], яка була підкагалом люблінського кагалу. Незабаром біля теперішньої вулиці Товарової була збудована синагога.

### Дружина Данила Виговського
Питання про те, хто справді був дружиною Данила Виговського є дискусійним в українській історичній науці. Однозначно відомо лише, що це була одна з доньок гетьмана Богдана Хмельницького. Більшість дослідників, традиційно вважають дружиною Данила Олену Хмельницьку (нар. не пізніше 1641 — пом. не раніше 1660). Водночас побутує думка, що дружиною Данила могла бути й інша донька Богдана — Катерина. Серед прихильників першої версії можна назвати одного з засновників української державницької історіографії — В'ячеслава Липинського, генеалогів В'ячеслава Сенютовича-Бережного та Володимира Кривошею, російську дослідницю козацтва Тетяну Таїрову-Яковлеву, львівських істориків Ярослава Дашкевича та Мирона Кордубу, а також біографа Павла Тетері Володимира Газіна та багатьох інших. Другої версії притримувався Михайло Грушевський, а також сучасний історик Юрій Мицик. Крапку в питанні про дружину Данила поставило рішення сейму Речі Посполитої, знайдене Сенютовичем-Бережним у XX столітті, де містилось підтверджено привілеїв і земельних надань «Данилу Виговському і малжонці його Хелені Хмельницькій».

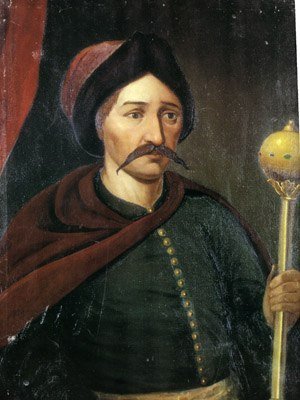
Павло «Тетеря» Мошковський

Доля як дружини Данила, так і його самого була тісно пов'язана з іншим козацьким діячем — Павлом «Тетерею» Мошковським. Першою дружиною Павла була рідна сестра Данила чиє ім'я досі не встановлено істориками. Улітку 1653 року Тетеря очолив Переяславський полк, один з найпотужніших у Гетьманщині «старожитніх реєстрових полків». Приблизно в тому ж році у Данила виник конфлікт зі своїм шваґром, через який козацька рада майже його не стратила. По смерті Богдана й обрання новим гетьманом Івана Виговського 13 (23) жовтня 1657 року, померла Тетерева дружина (ймовірно це сталось до 1658 року), тож між ним і Виговськими розгорівся ще один конфлікт через спадщину. Вже після смерті Данила, наступного 1660 року, Мошковський одружився з Даниловою вдовою й донькою Хмельницького, Оленою, увійшовши таким чином до «клану Хмельницьких». Згідно з польськими джерелами друга дружина принесла колишньому полковнику велетенський посаг по тим часам — мільйон злотих. Це також загострило відносини між Тетерею та родиною Виговських і не тільки через спадщину по Даниловій смерті, а й через так звані легендарні «скарби Хмельницького», з яких вдруге була видана заміж Олена. Спадщина також відіграла свою роль у конфлікті, адже новий чоловік незаконно присвоїв собі маєтки, що належали вже Даниловим дітям, опікуном яких став Іван Виговський. 1663 року на Павла було обрано правобережним гетьманом. Тетерини сучасники іронізували, що його обрали «по-свояцтву», натякаючи на шлюб з вдовою Виговською. З початком невдалого походу Яна Казимира на Лівобережжя польські посадовці дарували Тетері низку маєтностей. Від короля було надано Вільховецький ключ, а від Стефана Чарнецького — право на Брацлавське староство (обидва з правом успадкування Оленою). Водночас, не можна сказати, що подружжя жило в злагоді. Разом з провалу королівського походу на Правобережжі почалося повстання проти гетьмана та поляків. Останні викрили велику розгалужену змову, управління якою здійснював колишній гетьман і тодішній сенатор, а також брат Данила — Іван Виговський. Серед змовників була й Олена, а також її брат Юрій Хмельницький, який на той час вже відомий як архімандрит Гедеон і багато старих сподвижників Богдана Хмельницького. Олену з братом було арештовано та вивезено у Варшаву, Івана стратили. Не втримавши владу у своїх руках Тетеря влітку 1665 року втік у Польщу з клейнодами. Останні роки Олена провела, монахинею у Вільно, перейшовши чи то в католицтво, чи то в уніатство, хоча синодики поминають її мирським, а не чернечим ім'ям. З Тетерею вони розлучилися, а сам Павло після інфамії втік спочатку в Молдавію, потім в імперію Османів, де був отруєний польським шпигуном.

### Версії смерті Данила
Звістка про смерть рідного брата колишнього гетьмана, Івана Виговського, та шурина чинного гетьмана, Юрія Хмельницького, одразу породила кілька версій щодо її причин. Власне, самих версій дві:
- він отримав поранення ще до потрапляння в московський полон під Лисянкою й помер від ран на шляху в сибірське заслання;
- або ніяких поранень він не отримував, а був по-звірячому закатований до смерті в полоні московитами.

…А праве ничего доброго Войску Запорожскому не желаючие головы сами возгордѣвши… …на Данила Выговского сверхъ свычаю Войска Запорожского, которые явных виноватых выдавати николи не извыкло в руки неприятельские выдавши жестокими мучительскими неслыханными муками оного замучити допустили…
Серед істориків прихильником першої версії можна назвати дослідника доби Російської імперії Олександра Востокова, на його ж працю посилався генеалог В'ячеслав Сенютович-Бережний, крім того історик Юрій Мицик вважає, що «є більше підстав вважати, що… помер у дорозі від ран», хоча в пізніших працях він не був на стільки однозначний. Одним з перших прибічників катування й умисного вбивства був російський історик XIX століття Сергій Соловйов, пізніше на стороні цієї версії стали: В'ячеслав Липинський, а також сучасна російська дослідниця Тетяна Таїрова-Яковлева.
З документів відомо, що новообраний гетьман Юрась Хмельниченко після арешту Данила прохав царя «яко милостивый Государь […] милость оказать изволилъ». Звістка ж про смерть з датою та місцем походить від московських воєвод: «Ноября въ 30 числѣ на дорогѣ, отъѣхавъ отъ Калуги 10 верстъ, онъ умер». Сучасники Данила так само мали різні думки щодо його смерті. Прихильником катувань був брат Іван. Водночас відомо, що Юрась відправив до останнього Данилового слугу, який нібито був присутнім при останніх хвилинах життя свого пана. Він би мав запевнити Івана в природності Данилової смерті.

## Вшанування пам'яті
2016 року в місті Сміла Черкаської області міська рада перейменувала вулицю Червоногвардійську на вулицю Данила Виговського. Того ж провулок Червоногвардійський отримав назву провулок Данила Виговського.
Данило Виговський є персонажем кількох творів Івана Нечуя-Левицького. Зокрема, п'єси «В диму та в полум'ї» (1875 рік) та історичного роману «Гетьман Іван Виговський» (1895 рік). Союз з Москвою часів Богдана Нечуй-Левицький порівняв з хворобою, вклавши в уста персонажа Данила наступну фразу:
Усім хотілося побалакати про московських гостей, котрі на сей час усім не припали до вподоби, навіть були неприємні, а декому й противні. [...]
— Ну й гарні ж гостоньки були оце в нас в Чигирині! — почала розмову Катерина [ Хмельницька ]. — І вродилась, й охрестилась, а таких пеньків ще не бачила в гостях в мого батька.
— Бодай їх лиха година взяла! Втомили вони й гетьмана, втомили вони й мене... панькався з ними, як з болячками, — промовив Іван Виговський.
— Це такі болячки, що було б ліпше їх повирізувати та геть повикидати, щоб не загноїли усього нашого тіла, — обізвався щирий Данило Виговський.
Тетеря мовчав і тільки хитро осміхався усім своїм широким плисковатим лицем та невеличкими карими лиснючими очками: йому було байдуже про бояр, доки вони не шкодили йому особисто.—  Тексти у Вікіджерелах:
роман Івана Нечуй-Левицького «Гетьман Іван Виговський»
Крім того, Данило згадується у повісті Богдана Лепкого «Крутіж» (1941 рік).